# Bagrat Ioannisiani
Bagrat Konstantinovich Ioannisiani (Yerevan, 23 de outubro [Calend. juliano: 10 de outubro] 1911 - Leningrado, União Soviética, 10 de dezembro de 1985) foi um projetista de telescópios soviético de ascendência armênia.
Ele foi o projetista-chefe do BTA-6, um dos maiores telescópios do mundo. Ele recebeu o Prêmio Lenin em 1957.